# Vincent Laresca
Vincent Lasresca est un acteur américain né le 21 janvier 1974 à New York.

## Biographie
Il a débuté avec le film Juice en 1992 dans le rôle de Radames.
Il a joué au cinéma dans
L'Avocat du diable, 
Personne n'est parfait(e),
Aviator,
Les Seigneurs de Dogtown,
Empire,
Coach Carter,
Fast and Furious: Tokyo Drift,
Roméo + Juliette et El Cantante.
Il a joué dans des séries télévisées telles que 413 Hope St. (en) (1997), 24 heures chrono, Les Experts : Miami et Weeds.

## Filmographie

### Cinéma
- 1992 : Juice de Ernest R. Dickerson : Radames
- 1992 : Bad Lieutenant de Abel Ferrara : J.C.
- 1994 : I Like It Like That de Darnell Martin : Angel
- 1995 : Money Train de Joseph Ruben : Subway Robber
- 1996 : The Substitute de Robert Mandel : Rodriguez
- 1996 : Basquiat de Julian Schnabel : Vincent
- 1996 : Ripe de Mo Ogrodnik : Jimmy
- 1996 : Mesure d'urgence (Extreme Measures) de Michael Apted : Patches
- 1996 : L'Associé (The Associate) de Donald Petrie : José
- 1996 : Roméo + Juliette (Romeo + Juliet) de Baz Luhrmann : Abra
- 1996 : I'm Not Rappaport de Herb Gardner : Renaldo
- 1997 : Arresting Gena de Hannah Weyer : Bopo
- 1997 : Cop Land de James Mangold : Medic #2
- 1997 : Une vraie blonde (The Real Blonde) de Tom DiCillo : Trey
- 1997 : L'Associé du diable (The Devil's Advocate) de Taylor Hackford : Big Guy #1
- 1998 : Le Cygne du destin (en) (Music from Another Room) de Charlie Peters : Jesus
- 1999 : Les Amants éternels (Forever Mine) de Paul Schrader : Javier Cesti
- 1999 : Just One Time (en) de Lane Janger : Nick
- 1999 : Personne n'est parfait(e) (Flawless) de Joel Schumacher : Raymond Camacho
- 2000 : Animal Factory de Steve Buscemi : Ernie
- 2000 : Avant la nuit (Before Night Falls) de Julian Schnabel : Jose Abreu
- 2001 : K-PAX : L'Homme qui vient de loin de Iain Softley : Navarro
- 2002 : Empire de Franc. Reyes : Jimmy
- 2002 : Hard Cash de Predrag Antonijević : Nikita
- 2003 : Whatever We Do (court métrage) de Kevin Connolly : Bartender
- 2003 : Hollywood Homicide de Ron Shelton : Correction Officer Rodriguez
- 2004 : Aviator de Martin Scorsese : Jorge
- 2005 : Coach Carter de Thomas Carter : Renny
- 2005 : Kiss Kiss Bang Bang de Shane Black : Aurelio
- 2005 : Les Seigneurs de Dogtown (Lords of Dogtown) de Catherine Hardwicke : Chino
- 2006 : National Lampoon's TV: The Movie (en) de Sam Maccarone : Drug-Lord Jose Carlos
- 2006 : Fast and Furious: Tokyo Drift (The Fast and the Furious: Tokyo Drift) de Justin Lin : Case Worker
- 2006 : El Cantante de Leon Ichaso : Ralph
- 2006 : Calibre 45 (.45) de Gary Lennon : Jose
- 2007 : Gardener of Eden de Kevin Connolly : Pavon
- 2008 : Drillbit Taylor, garde du corps de Steven Brill : Fence
- 2008 : The Longshots de Fred Durst : Pop Warner Official #1
- 2010 : No Limit (Unthinkable) de Gregor Jordan : Agent Leandro
- 2010 : Devil de John Erick Dowdle : Henry
- 2011 : Gun Hill Road (en) de Rashaad Ernesto Green : Hector
- 2012 : The Amazing Spider-Man de Marc Webb : Construction Worker
- 2013 : Players (Runner, Runner) de Brad Furman : Sergent Barrancas
- 2013 : Fairfield County (court métrage) de Antonio Macia : Hector
- 2014 : Asthma de Jake Hoffman : Painter
- 2015 : Hot Pursuit de Anne Fletcher : Felipe Riva
- 2019 : Once Upon a Time in Hollywood de Quentin Tarantino : Land Pirate Vincent

### Télévision

#### Téléfilms
- 1998 : Sans issue (en) (Thicker Than Blood) de Richard Pearce : Tyro

#### Séries télévisées
- 1992 et 2004 : New York, police judiciaire (Law & Order) : Danny / Feo Ruiz
- 1994 : The Cosby Mysteries (en) : Fuenta Partaga
- 1994 et 1996 : New York Undercover : Hector Belaflores
- 1997-1998 : 413 Hope St. (en) : Carlos Martinez
- 1998 : Les Anges du bonheur (Touched by an Angel) : Tomas
- 2000 : Chicago Hope : La Vie à tout prix : Dr Alvarez
- 2001 : Washington Police (The District) : Reggie Garland
- 2002 : New York Police Blues (NYPD Blue) : Tito Perez
- 2002 : La Treizième Dimension (The Twilight Zone) : Buddy
- 2003 : Tru Calling : Compte à rebours : Marco
- 2003-2004 : 24 heures chrono : Hector Salazar
- 2005 : New York, section criminelle (Law and Order: Criminal Intent) (saison 5, épisode 8) : Antonio Morales
- 2005-2006 : Weeds : Alejandro
- 2006 : Les Experts : Miami (CSI: Miami) : Antonio Riaz
- 2007 : Numb3rs : Che Lobo
- 2007 : Les Experts (CSI: Crime Scene Investigation) : Gino Aquino
- 2009 : Dollhouse : Mr Sunshine
- 2009 : Les Experts : Manhattan (CSI: NY) : Al Santiago
- 2010 : NCIS : Los Angeles : Memo Torres
- 2011 : The Good Wife : Détective Navarro
- 2011 : Blue Bloods : Salazar
- 2011 : Hawthorne : Infirmière en chef :
- 2011 : Suits : Avocats sur mesure : Kenny Verdasco
- 2011 : Person of Interest : Détective Molina
- 2012 : The Unknown : C.O. Belial
- 2013 : Graceland : Rafael Cortes
- 2013 : New York, unité spéciale (saison 15, épisode 6) : Sénateur Alejandro 'Alex' Muñoz
- 2013 : Marvel : Les Agents du SHIELD (Agents of S.H.I.E.L.D.) : Tony Diaz
- 2015 : Better Call Saul : Détective #2
- 2016 : Shades of Blue : Carlos Espada